# Common Clay (film fra 1919)
Common Clay er en amerikansk stumfilm fra 1919 af George Fitzmaurice.

## Medvirkende
- Fannie Ward som Ellen Neal
- Easter Walters som Jennie Peters
- Fred Goodwins som Arthur Coakley
- John Cossar som Mr. Fullerton
- Helen Dunbar som Mrs. Fulertoon